# Chironius scurrulus
Chironius scurrulus, popularmente conhecida como acutimboia, acutiboia, cobra-cipó e surucucu-de-fogo, é uma serpente da família dos colubrídeos (Colubridae), endêmica da América do Sul.

## Etimologia
O nome popular acutimboia, e suas variantes acutiboia, acotiboia e cutimboia, derivam do tupi akuti'mboya, que é formado por aku'ti ("cutia") e mboya ("cobra"). Surucucu vem do tupi suruku'ku. Foi registrado em 1576 como sucucucú e 1881 como surucucu. O nome Chironius foi cunhado por Leopold Fitzinger em 1826, mas provavelmente se originou em 1790 com Blasius Merrem, que usou o nome comum "Cobra de Quíron" para Coluber carinatus de Carlos Lineu. Na mitologia grega, Quíron era um centauro famoso por suas habilidades de cura. Da mesma forma, na civilização grega antiga, os doentes, em busca de cura, afluíam aos templos onde cobras sagradas eram cuidadosamente cuidadas e apresentadas aos sofredores. O epíteto específico scurrulus, -a vem do latim e significa "palhaço", em referência ao padrão atraente dos adultos.

## Taxonomia e sistemática
Chironius scurrulus foi descrito pela primeira vez em 1824 por Johann Georg Wagler sob o nome Natrix scurrula. Seu holótipo tem paradeiro desconhecido e seu lectótipo é ZSM 2628/0. Sua localidade-tipo é "provavelmente o rio Japurá, no Brasil. Leopold Fitzinger (1826) revisou o material-tipo de Lineu e propôs a criação do gênero Chironius para alocar algumas espécies morfologicamente distintas de outros Coluber como Chironius exoletus, C. fuscus, C. saturninus (= C. fuscus) e C. carinatus, que foi reconhecida como espécie-tipo. O gênero Chironius compreendem atualmente 21 espécies reconhecidas, amplamente distribuídas pela América Central e América do Sul. A primeira revisão taxonômica do gênero foi realizada por Bailey (1955), que reconheceu sete táxons, incluindo uma nova subespécie, Chironius multiventris foveatus.
Dixon et al. (1993) conduziram uma revisão sistemática abrangente do gênero, reunindo dados sobre caracteres merísticos, morfométricos, padrão de coloração e morfologia hemipeniana. Esses autores também propuseram a primeira hipótese de relações filogenéticas para Chironius, mas sem o uso de metodologia cladística, e descreveram quatro novos táxons. Hollis (2006) apresentou a primeira hipótese cladística de relações filogenéticas entre representantes do gênero, com base em dados morfológicos. Mais recentemente, Klaczko et al. (2014) combinaram análises morfológicas e filogenéticas moleculares, corroborando a monofilia de Chironius, conforme proposto anteriormente por Dixon et al. (1993) e Hollis (2006).

## Descrição
Os machos de Chironius scurrulus podem atingem até 224,3 centímetros e as fêmeas até 201,4 centímetros. A espécie é identificada por possuir 10 fileiras de escamas dorsais na parte média do corpo (geralmente 10-10-10, raramente 10-10-8, 10-10-9 ou 11-10-10), todas lisas e sem carenas vertebrais. A placa anal é inteira e as escamas laterais são oblíquas, com fossetas apicilares presentes na região nucal e do pescoço (normalmente uma, raramente duas), ausentes na região anal. Dentes maxilares variam entre 34 e 37. A contagem de ventrais vai de 150 a 158 nos machos e de 150 a 159 nas fêmeas; as subcaudais são divididas, com 111 a 126 nos machos e 110 a 115 nas fêmeas. Os juvenis podem ser diferenciados de outras serpentes verdes simpátricas, como C. exoletus, Chlorosoma viridissimum e Erythrolamprus typhlus, pelo menor número de fileiras dorsais.
A fórmula cefálica inclui nasal dividido, loreal mais longo que largo, e órbita maior que sua distância até a narina. Possui 1 pré-ocular e 2 pós-oculares (raramente 3), temporais 1+1 (raramente 1+2), e 9 supralabiais em ambos os lados na maioria dos indivíduos (muito raramente 10), com a 4.ª, 5.ª e 6.ª tocando a órbita (variações incluem 5.ª e 6.ª ou 5.ª, 6.ª e 7.ª). As infralabiais geralmente são 10 ou 11 de cada lado (eventualmente 9 ou variações assimétricas), com tendência de 6 (ou também 5) em contato com os mentais anteriores, que são mais curtos que os posteriores. A espécie apresenta coloração distintiva e muda ao longo do desenvolvimento. Juvenis são verde-uniformes e, em indivíduos de tamanho médio, surgem manchas laranja-ferrugem. Adultos variam do marrom-avermelhado escuro ao vermelho-alaranjado brilhante, podendo chegar ao preto quase uniforme no dorso em indivíduos grandes, com o ventre enferrujado. Em preservativo, o dorso tende a pardo claro ou escuro, com escamas irregularmente pigmentadas de pardo ou negro, e a cabeça geralmente mais escura que o corpo. A região anterior do corpo, sobretudo o pescoço, tem aspecto mais escurecido.

## Distribuição
Chironius scurrulus ocorre nas terras baixas da região equatorial da América do Sul, abrangendo a Amazônia brasileira e áreas de transição com o Cerrado (Maranhão, Mato Grosso, Tocantins, Rondônia, Pará, Amazonas, Amapá e Acre), o sudeste da Colômbia, o norte da Bolívia, o leste do Equador, o leste da Venezuela (Bolívar e Amazonas), o leste do Peru (Moiobamba e Xeberos), a ilha de Trindade, além da Guiana, Suriname e Guiana Francesa. Sua distribuição altitudinal vai do nível do mar até aproximadamente 900 metros. Habita florestas primárias, florestas secundárias, bordas de floresta e áreas antropizadas, como clareiras, pastagens e estradas.

## Ecologia
Chironius scurrulus é uma serpente diurna e semiarbórea. A espécie parece atingir maiores densidades ao longo de grandes rios e lagoas, onde os indivíduos são frequentemente observados à beira da água ou nadando na superfície. Durante o dia, pode ser vista deslocando-se ativamente pelo solo da floresta ou forrageando em arbustos e árvores, chegando até seis metros de altura. À noite, repousa enrolada na vegetação rasteira. Sua dieta é composta principalmente por sapos, com registros ocasionais de consumo de lagartos.
Fêmeas grávidas contêm entre 6 e 11 ovos ovidutais, e a eclosão parece ocorrer durante a estação chuvosa local. Quando ameaçada, pode exibir comportamento defensivo agressivo, erguendo o terço anterior do corpo e desferindo golpes repetidos. Apesar disso, trata-se de uma espécie áglifa, ou seja, sem dentes especializados para inoculação de veneno. Sugere-se que os juvenis de C. scurrulus apresentem mimetismo com serpentes peçonhentas como Chlorosoma viridissimum e a jararaca-verde (Bothrops bilineatus), o que pode atuar como estratégia antipredatória. Há registros de predação sobre essa espécie por aves como gaviões e chocas.

## Conservação
A União Internacional para a Conservação da Natureza (UICN) classifica Chironius scurrulus como uma espécie pouco preocupante (LC), em decorrência de sua ampla distribuição, por ser comum, por sua presença em muitas áreas protegidas e por não existirem ameaças que afetem diretamente sua sobrevivência. Em 2018, foi classificada como menos preocupante (LC) no Livro Vermelho da Fauna Brasileira Ameaçada de Extinção do Instituto Chico Mendes de Conservação da Biodiversidade (ICMBio).